# Heteropoda schwalbachorum
Heteropoda schwalbachorum là một loài nhện trong họ Sparassidae.
Loài này thuộc chi Heteropoda. Heteropoda schwalbachorum được Peter Jäger miêu tả năm 2008.